# 杨允恭 (宋朝)
杨允恭（?—?），宋朝汉州绵竹人。
杨允恭家世豪富，少年時即有俠客風格。乾德年間，宋朝王师平蜀，當時遍地盗贼，允恭二十歲为贼所获，将被杀。允恭告訴他：“苟活我，当助尔。”贼遂釋放他。真宗即位（998年），改西京左藏库使。不久知通利军，兼黄、御河发运使。